# Cristina Scarlat
Cristina Scarlat (født 3. marts 1981 i Chișinău) er en moldavisk sangerinde. Den 15. marts 2014 vandt hun O melodie pentru Europa, den moldaviske forhåndsudvælgelse til Eurovision Song Contest 2014 med nummeret "Wild Soul". Hun repræsenterede herefter Moldova med nummeret ved Eurovision 2014 i København, hvor det dog ikke nåede videre fra den første semifinale den 6. maj.